# Orlen Unipetrol
De Orlen Unipetrol is het grootste aardolie- en petrochemisch bedrijf in de Tsjechische Republiek. 
Unipetrol is opgericht in 1995, in het kader van de privatisering van de Tsjechische petrochemische industrie. De Tsjechische staat was aanvankelijk meerderheidsaandeelhouder met 63 % van de aandelen. Sedert 2005 is de Poolse groep PKN Orlen de meerderheidsaandeelhouder.

## Overzicht van de groep
Tot de Unipetrol-groep behoren de uitgestrekte aardolieraffinaderijen en petrochemiecentra in Kralupy nad Vltavou en Litvínov (Chempark Záluží). Unipetrol produceert er, naast raffinaderijproducten (vloeibare en gasvormige brandstoffen, oliën, bitumineuze producten), monomeren als ethyleen, propyleen en benzeen; polymeren polyethyleen (merknaam Liten), polypropyleen (Mosten), polyvinylchloride (Neralit); carbon black (merknaam Chezacarb) en ammoniak in vloeibare en opgeloste vorm voor de productie van kunstmeststof.
Unipetrol is ook eigenaar van de keten van tankstations Benzina, de grootste van het land met ongeveer 400 stations.
Unipetrol Doprava is een dochteronderneming voor vervoer per spoor, in het bijzonder van chemische producten.
Tot de groep behoort ook Paramo, dat motoroliën verkoopt onder de merknaam Mogul. Mogul sponsort Tsjechische autocoureurs, waaronder de rallyrijders Jan Černý en Roman Kresta.
Unipetrol is met 51% meerderheidsaandeelhouder in Butadien Kralupy, een joint venture met Synthos Kralupy, voor de productie van 1,3-butadieen in Kralupy.
Daarnaast is Unipetrol eigenaar van de ijshockeyclub HC Litvínov, die in de Tsjechische Extraliga uitkomt.

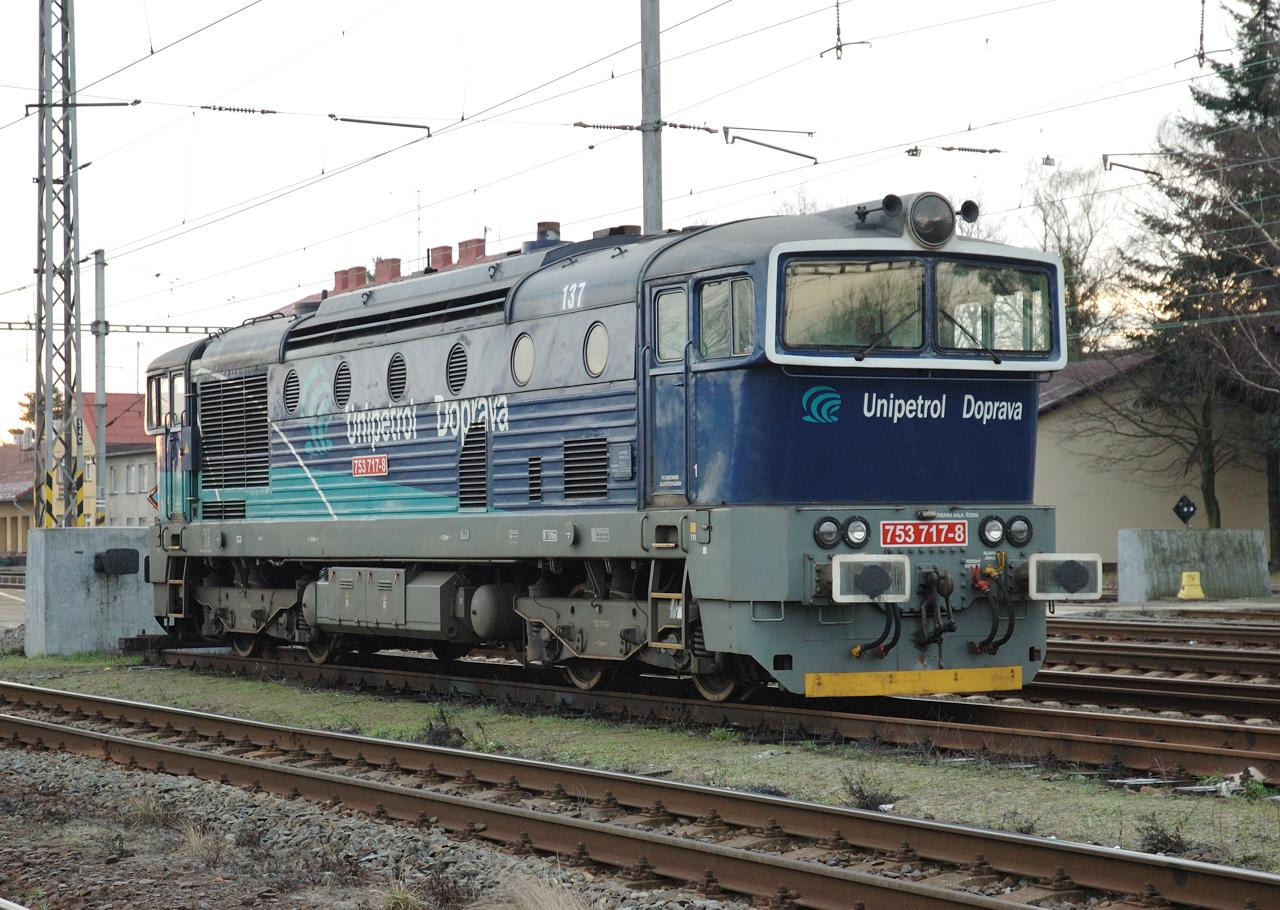
Lokomotief van Unipetrol Doprava

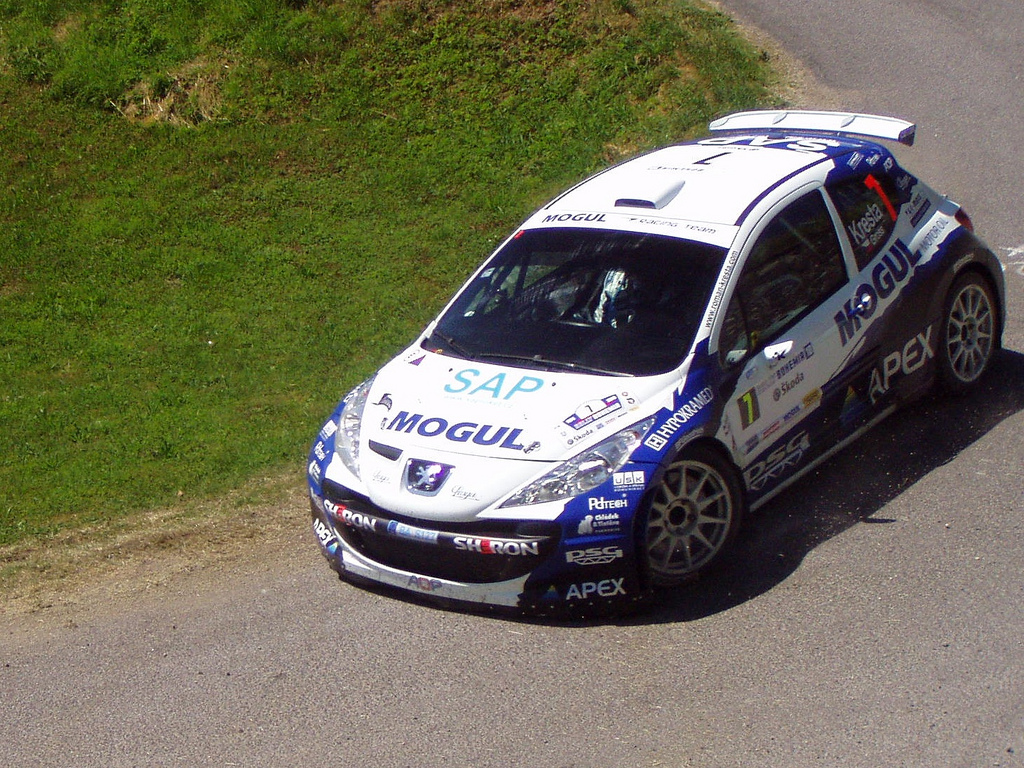
Roman Kresta in de Rally van Bohemen van 2010 met Peugeot 207, gesponsord door Mogul